# Ramsjö kyrka
Ramsjö kyrka är en kyrkobyggnad i Ramsjö. Den är församlingskyrka i Ljusdal-Ramsjö församling i Uppsala stift. Kyrkan ligger vid sjön Hennan i Hälsinglands nordliga skogstrakter. 

## Kyrkobyggnaden
Den nuvarande träkyrkan, som är den första på platsen, uppfördes 1837 och invigdes 1844. Kyrkan bestod ursprungligen av rektangulärt långhus med torn vid den östra gaveln; tornets bottenvåning fungerade som sakristia. Redan år 1878 förelåg ritningar till en omdaning av kyrkan. Av östtornet fick endast nederdelen stå kvar, fortfarande med funktion som sakristia, medan nytt torn restes vid den västra gaveln. Nästa genomgripande ombyggnad vidtog 1907-1908, när det salformade långhuset avdelades i tre skepp. Ingångar i väster samt mitt på långhusets sydsida. Kyrkans exteriör, som präglas av 1800-talets byggnadsperioder, har såväl nyklassisk som nygotisk stilkaraktär. Väggarna är klädda med liggande panel och fönsteraxlarna avdelas med pilastrar; tornet har gavlar i samtliga riktningar och kröns av lanternin med spira. Vid kyrkorummets ombyggnad i början av 1900-talet förändrades även inredningen; altarpredikstolen omdanades och ny predikstol uppsattes på nordväggen. Kyrkans nuvarande färgsättning härrör från en restaurering 1958 - 1959.

## Inventarier
- Altartavlan målades 1933 av konstnären Hugo Borgström.
- Altarkrucifixet av lönn på en sockel av ek skänktes till kyrkan 1959 av brunnsborraren Nils Berglund i Ljusdal.
- Dopfunten skänktes till kyrkan 1933 av dåvarande kyrkoherde E. Härdelin.
- Tornets kyrkklockor är från 1836 och 1869.

### Orgel
- 1858 köptes en orgel från Rogsta kyrka. Orgeln var byggd 1767 av Petter Qvarnström, Sundsvall och hade 8 stämmor. Orgeln utökades med sju stämmor av Anders Östlund.
- 1888 byggde Carl Elfström, Ljungby en orgel med 8 stämmor, en manual och bihängd pedal. Orgeln byggdes om 1908 av Johansson & Björklund (eventuellt Daniel Björkstrand, Ilsbo). Den omdisponerades 1958.
- Den nuvarande orgeln byggdes 1969-1970 av Grönlunds Orgelbyggeri AB, Gammelstad. Fasaden är samtida med orgeln. Orgeln är mekanisk med slejflådor och har ett tonomfång på 56/30. Orgeln har 13 stämmor.

| Huvudverk I   | Bröstverk II      | Pedal       | Koppel |
| Rörflöjt 8´   | Gedackt 8'        | Subbas 16´  | I/P    |
| Principal 4'  | Rörflöjt 4'       | Gedackt 8´  | II/P   |
| Spetsflöjt 4' | Principal 2'      | Skalmeja 4' | II/I   |
| Waldflöjt 2'  | Cymbel II         |             |        |
| Mixtur III    | Dulcian 8'        |             |        |
|               | Tremulant         |             |        |
|               | Crescendosvällare |             |        |

## Bilder

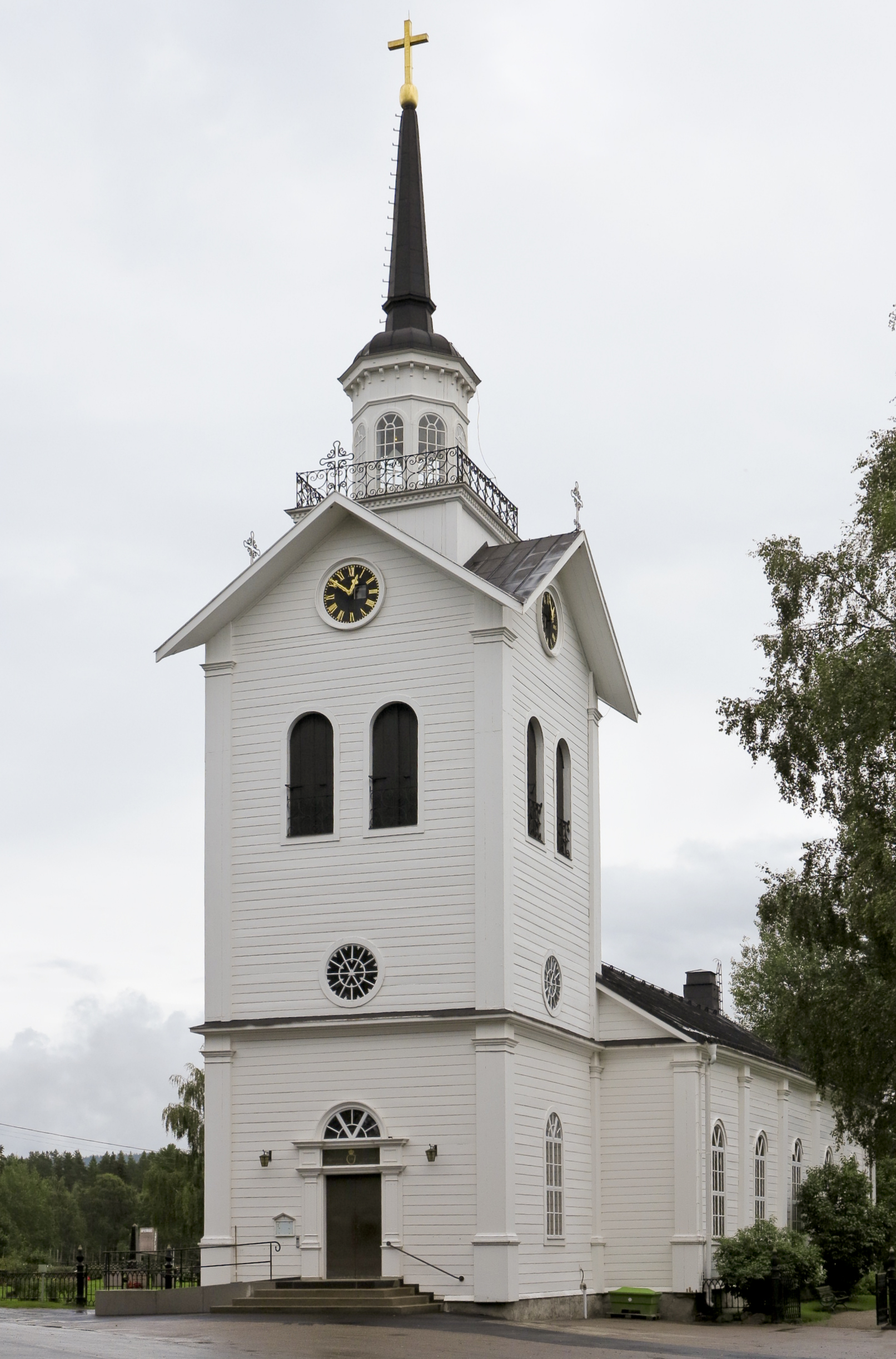
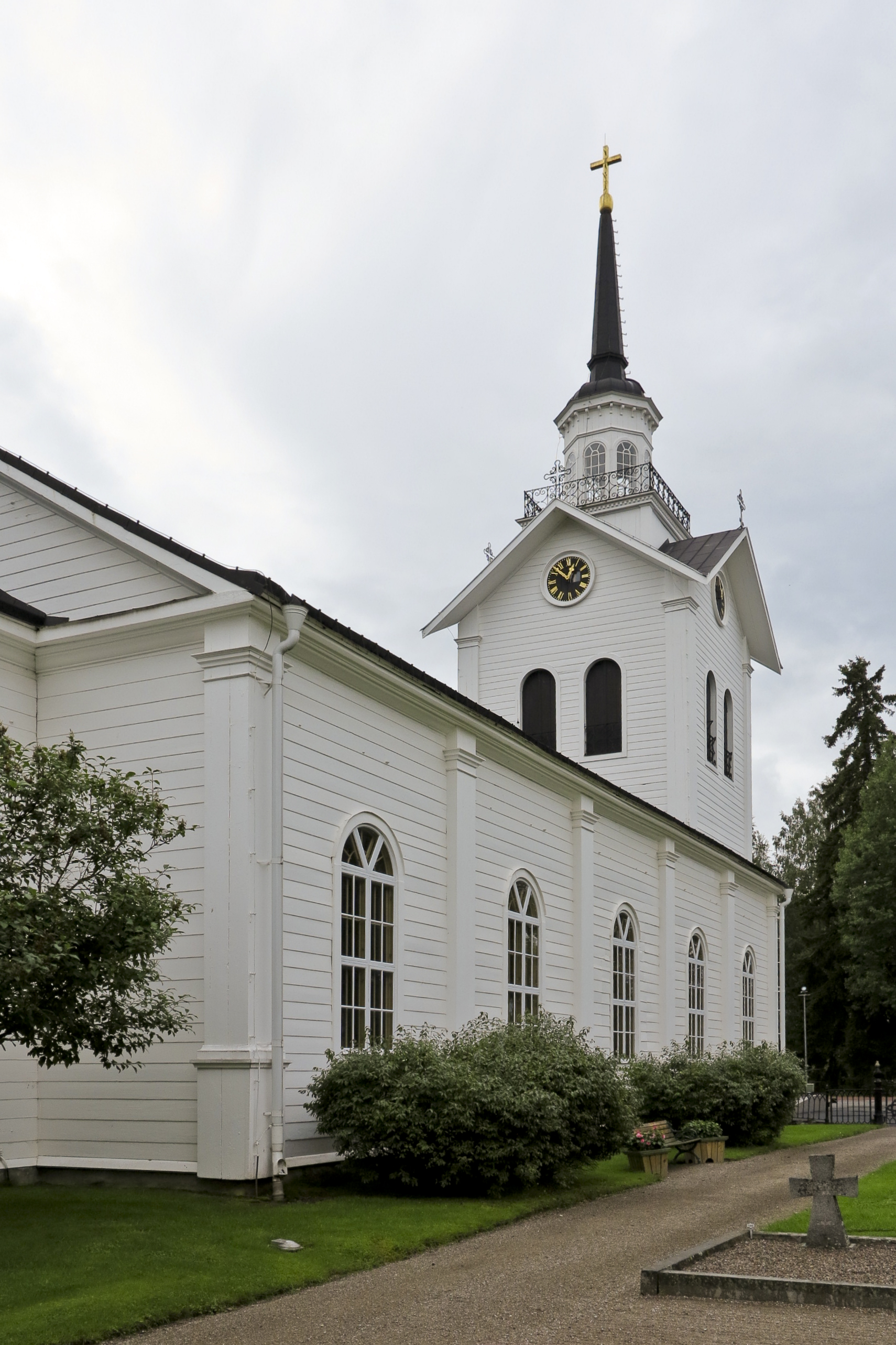
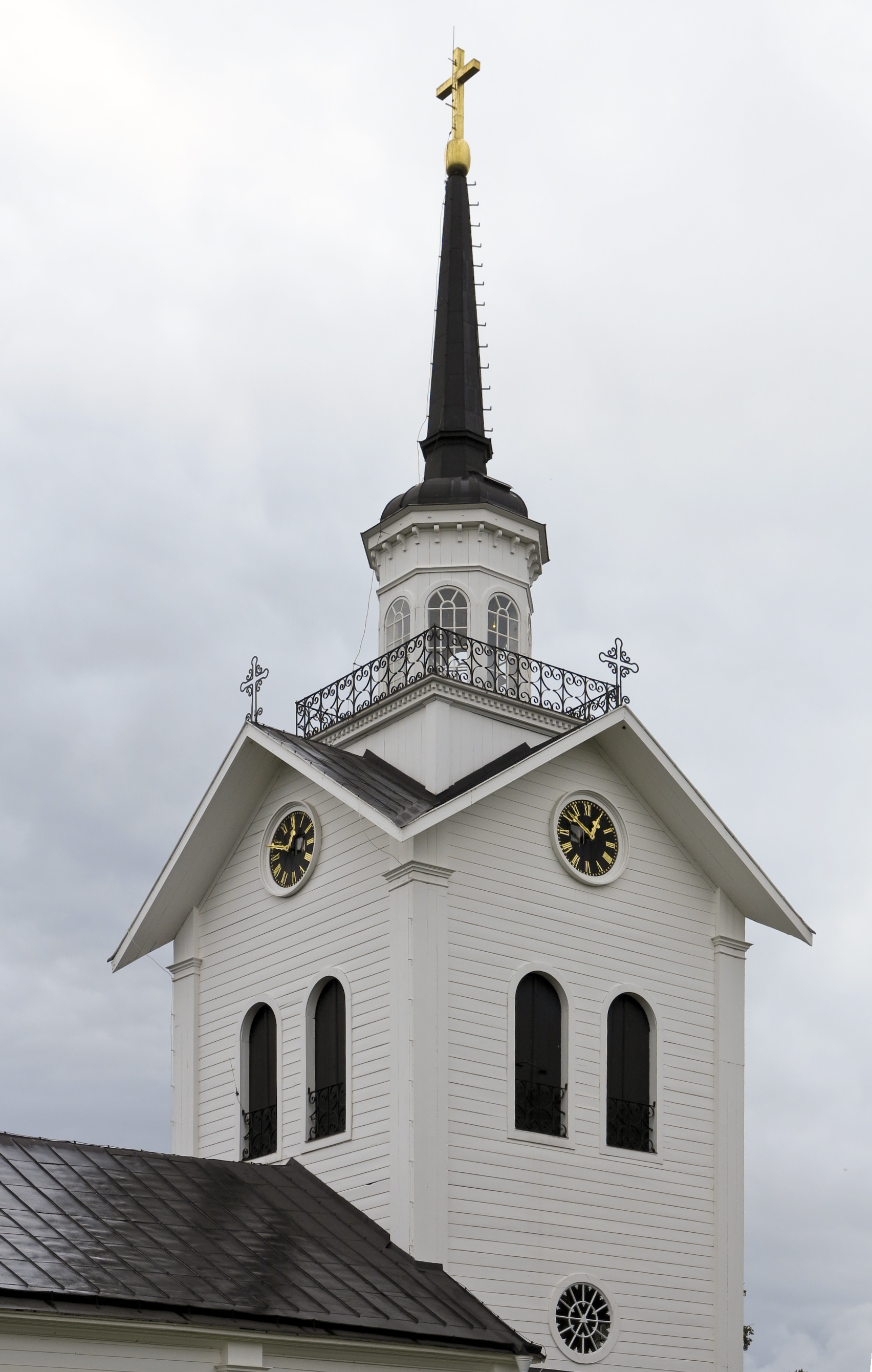

### Webbkällor
- byggnadspresentation
- Svenska kyrkan i Ljusdal/Ramsjö